# Fisher River 44A
Fisher River 44A är ett reservat i Kanada.   Det ligger i provinsen Manitoba, i den sydöstra delen av landet, 1 700 km väster om huvudstaden Ottawa.
Omgivningarna runt Fisher River 44A är en mosaik av jordbruksmark och naturlig växtlighet. Trakten runt Fisher River 44A är nära nog obefolkad, med mindre än två invånare per kvadratkilometer.